# Bosenská liga ledního hokeje
Hokejová liga Bosny a Herzegoviny Bosanskohercegovacka Hokejaška Liga (bosňácky: Prvenstvo Bosne i Hercegovine u hokeju na ledu, srbsky: Хокејашка лига Босне и Херцеговине) je amatérskou ligou ledního hokeje v Bosně a Hercegovině. Vznikla v roce 2002 a v současnosti 2023/24 ji hrají 3 kluby (HK Stari Grad Vukovi, HK Medvjedi Sarajevo, Blue Bulls Sarajevo).

## Historie ligy
Lední hokej se v Bosně a Hercegovině vyvíjel velice pomalu. První hokejový klub HK Bosna byl založen v roce 1980 a do tehdejší nejvyšší jugoslávské hokejové ligy se probojoval v sezóně 1986-87. S rozpadem Jugoslávie v roce 1991 přišel i útlum v bosenském ledním hokeji. Občanská válka v letech 1992 - 1995 a následné ekonomické problémy země znemožnily vznik jakékoliv soutěže. Prvním pokusem o pravidelnou hokejovou soutěž byla sezóna 2002-03, kdy byl odehrán regulérní turnaj s účastí 4 klubů (HK Bosna, HK Ilidža, HK Jahorina, a HK Šampion). Po sezóně nebyly tři kluby ze čtyř schopny dále pokračovat v aktivním působením. Druhým a úspěšnějším počinem byla sezóna 2009-10, od které se pravidelně liga hraje (2021). Klub HK Bosna opustil ligu v sezóně 2011-12 a začal hrát mezinárodní Balkánskou ligu.
Název ligy byl v letech 2009 - 2011 BH Liga a od roku 2011 BHHL.

## Systém soutěže
Liga je striktně amatérská. Standardní utkání trvá 45 minut (3x15 minut), čas se v průběhu třetiny nezastavuje. Hraje se zcela bezkontaktně (není dovoleno narážení na hrazení či sražení protihráče na led). Podle pravidel může mužstvo nasadit do utkání pouze 7 - 15 hráčů. V základní části hraje každý klub s každým. Dva nejlépe postavené týmy v tabulce hrají následně finále play-off hrané na dva vítězné zápasy.
Všechny utkání se hrají v hlavním městě Sarajevu na stadionu Juana Antonia Samaranche (do roku 2010 Olympijská hala Zentra) s kapacitou 12 000 diváků. Stadión sloužil Zimním olympijským hrám v roce 1984.

### Zajímavosti
- Tým Blue Bulls je postaven pouze z hráčů do 19 let
- HK Ajkule Ilidža 2010 pochází z předměstí Sarajeva Ilidže, ale všechna utkání hraje stejně jako ostatní kluby na jediném zimním stadiónu Dvorana "Mirza Delibašić"

## Vítězové jednotlivých ročníků
- 2002/2003: HK Bosna Lisice
- 2004-2009: nehrálo se
- 2009-2010: HK Stari Grad Vukovi
- 2010-2011: HK Bosna Lisice
- 2011-2012: HK Ilidža 2010
- 2012-2013: HK Stari Grad Vukovi
- 2013-2014: HK Stari Grad Vukovi
- 2014-2015: Blue Bulls Sarajevo
- 2015-2016: HK Ajkule Ilidža 2010
- 2017-2018: HK Bosna Lisice
- 2018-2019: HK Stari Grad Vukovi
- 2019-2020: HK Stari Grad Vukovi
- 2020-2021: HK Medvjedi Sarajevo
- 2022-2023: HK Stari Grad Vukovi
- 2023-2024: HK Stari Grad Vukovi

## Počty titulů
| Počet titulů | Klub                  | Rok                                      |
| ------------ | --------------------- | ---------------------------------------- |
| 7            | HK Stari Grad Vukovi  | 2010, 2013, 2014, 2019, 2020, 2023, 2024 |
| 3            | HK Bosna Lisice       | 2003, 2011, 2018                         |
| 2            | HK Ajkule Ilidža 2010 | 2012, 2016                               |
| 1            | Blue Bulls Sarajevo   | 2015                                     |
| 1            | HK Medvjedi Sarajevo  | 2021                                     |